# ガーディアンリコール 〜守護獣召喚〜
『ガーディアンリコール 〜守護獣召喚〜』（ガーディアンリコール しゅごじゅうしょうかん、Guardian Recall 〜守護獣召喚〜）は1996年7月30日にアグミックスからPC-9801/9821用のアダルトゲームとして発売され、その後Windows版への移植を経て1998年10月1日にエクシングエンタテイメントからプレイステーション用の全年齢向けゲームとして発売された作品である。
システムはシミュレーションRPG。最大の特徴はキャラクターを直接戦わせるのでは無く、「守護獣」と呼ばれる特殊能力が具現化したものに命令を出して戦わせる独自のスタイルである。2人の主人公がおり、序盤はそれぞれ異なるシナリオが展開されるが、中盤から合流し同一のシナリオになる。
キャラクターデザインは蘭宮涼・龍炎狼牙が担当（以下の登場キャラクター名において、☆は蘭宮、★は龍炎がデザイン）。

## 登場キャラクター（味方）

### 七龍の魂を宿し者
全員1999年（作中では全国的な地震「列島大震災」が起きた）生まれ。
☆天城 美由紀（あまぎ みゆき）声：かないみか
「天の章」の主人公。
福岡の天神高校に通う高校生。出身は東京。
学校が「荏狗覇菟」に襲撃された際に「守護獣」の能力に目覚め、戦う事になる。
天真爛漫な性格で、温泉卵が好物。
守護獣は小さな龍の姿をした天ちゃん（天属性）。
★大地 裕子（だいち ゆうこ）声：渕崎ゆり子
「地の章」の主人公。
北海道でバイクでの1人旅の途中、戦いに巻き込まれ「守護獣」の能力に目覚める。
竹を割った様な豪快でざっくばらんな性格。父が再婚しており、裕子は（仲が悪いわけではないが）継母に遠慮して家を空けがちになっている。
守護獣は岩のゴーレムのようなポチ（地属性）。
☆炎 真由（ほむら まゆ）声：富沢美智恵
天城美由紀の同級生であり親友。実家はお寺で、博多弁が多分に混じった話し方をする。
美由紀とは異なり、既に「守護獣」の能力に覚醒していた。
守護獣は武闘家風のコウエン（炎属性）。
☆海原 美里（かいばら みさと）声：篠原恵美
学者だった父が荏狗覇菟への協力を拒んで死亡した為、復讐を誓う。
また、父の死と同時に行方不明になった親友・半澤由美を捜している。
守護獣は男性人魚型の水を操るメール（海属性）。
☆飛知和 景子（ひちわ けいこ）声：浅田葉子
内向的な性格で、テレパシー能力を持つ。美里の復讐心を感じ心配している。
守護獣は翼竜型の凪（ナギ）（飛属性）。
★聖 ゆかり（ひじり ゆかり）声：本間ゆかり
荏狗覇菟の企みを知る元自衛官。「地の章」での参謀役で、裕子が「守護獣」の能力に目覚めるきっかけを作った。
裕子とは意見の相違が原因で度々衝突する。
守護獣は天使型のノルト（聖属性）。
★雷 晶（いかづち あきら）声：西村ちなみ
特撮マニアにしてヒーローおたくのロック歌手で、普段の会話でもその片鱗を見せており四字熟語を多用する。
守護獣は電気を帯びた浮遊霊型のザビたん（雷属性）。ノベライズ版では晶が幼少時熱中した特撮（劇中劇）「宇宙探偵ギャビタン」に因んだ設定。

### 協力者
☆周防 ちかな（すおう ちかな）声：安達忍
龍脈を守護する、「神門」の一族。
主人公一行では最年少でありながら「天の章」での導き手を務め、美由紀が「守護獣」の能力に目覚めるきっかけを作った。
守護獣は中国甲冑を纏った拳士・我王（ガオウ）（地属性）。
☆日之影 蘭（ひのかげ らん）声：高田由美
当初は直江と共に荏狗覇菟に捕らわれ監禁されていたが、直江の助けによって脱走に成功し追われていた所を美由紀達のチームに救われ、仲間に加わる。
小泊かおるとは同じ孤児院出身の親友である。
守護獣は孫悟空に似た曲刀を持つ剣士・是空（ゼクウ）（雷属性）。
☆一の宮 琴音（いちのみや ことね）、☆一の宮 鈴音（いちのみや すずね）声：皆口裕子／PC版：本間ゆかり
熊本で仲間になる双子の守護獣使いだが、2人揃っていないと守護獣を召喚できない。
姉の琴音は物静か、妹の鈴音は快活と対照的な性格をしている。
琴音の守護獣はボンデージルックな容姿で過激な性格の女性型・ガーラー（炎属性）、鈴音の守護獣は容姿端麗・イケメン風で冷静沈着な性格の男性型・ドーガー（聖属性）で、守護獣もまた本体とは対照的な性格である。
★直江 巴澄（なおえ はすみ）声：佐久間レイ
かつて、聖ゆかりに守護獣の使い方を指導した。
当初は蘭と共に荏狗覇菟に捕らわれ監禁されていたが、隙を見計らって蘭を脱走させる事には成功するも自身はしばらくの間捕らわれの身となる。その後、美由紀や裕子達の姿に希望を見出した仁の計らいによって解放され、裕子達に合流する。
守護獣は骸骨武者の姿をしたカネツグ（冥属性）。
★岩見沢 唯（いわみざわ ゆい）声：熊谷ニーナ
北海道の龍脈を守る一族の娘で、主人公一行では最年長。
守護獣は剣に女性の顔が付いた斎姫（サイキ）（聖属性）。
★静内 さやか（しずない さやか）声：篠原恵美
極めて緊張感に乏しい女子大生で、行動全てがマイペース傾向にある。
守護獣は弓兵姿のアーチー（海属性）。
★小泊 かおる（こどまり かおる）声：岩坪理江／PC版：安達忍
小柄な少女で、体形・服装共に中性的でよく男の子と間違われる。
日之影蘭とは同じ孤児院出身の親友で、彼女を捜す途中で裕子達に出会う。
守護獣は大剣に乗った童子不動（フドウ）（飛属性）。
★平泉 るり（ひらいずみ るり）声：浅田葉子
恋愛経験豊富だが男運が悪い女性。
荏狗覇菟にデートを邪魔され、男に逃げられた上に荏狗覇菟が仕掛けた爆弾の餌食にされかけた所を裕子達に救われ仲間になる。
パソコン版の18禁場面でも、男性との性接触が描かれているのはるりだけ（他は女性同士か、性接触の伴わないヌード）。
守護獣は女格闘家風で尾の生えたきらら（雷属性）。

### 隠しキャラクター
武神（たけがみ）声：梁田清之
仲間メンバーで唯一の男性。
『クィーン・オブ・デュエリスト外伝』からの出張キャラクター。
PC版では一度エンディングを迎えた後に再び最初からプレイ、PS版では「武神」の名の付いた4つの装備品（武神笠、武神手甲、武神黒帯、武神靴）を全て入手する事により、隠しステージで仲間になる。
守護獣は、半人半蛇の姿をした護法童子（ゴホウドウジ）（天属性）。

## 登場キャラクター（敵）

### 荏狗覇菟（エグバド）
長
☆龍鬼妃（りゅうきひ）声：井上喜久子
四門将
☆朱雀＝南城 知美（なんじょう ともみ）声：佐久間レイ
☆白虎＝西苑寺 麗子（さいおんじ れいこ）声：大谷育江／PC版：熊谷ニーナ
★玄武＝北斗 めぐみ（ほくと めぐみ）声：岩坪理江／PC版：安達忍
★青龍＝東 聡美（あずま さとみ）声：高田由美
その他の兵士
★仁 瞳（じん ひとみ）声：勝生真沙子
黒ずくめの服装のクールな雰囲気の女性で、四門将の玄武が一目置く存在である。
人間社会に絶望して荏狗覇菟に加わっていたが美由紀や裕子達の姿に希望を見出し、最終的に荏狗覇菟から離反して美由紀や裕子達の仲間に加わる。その後はちかな・直江と共に七龍の魂を宿し者と協力者達のまとめ役になる。
守護獣は黒龍（コクリュウ）（冥属性）。
☆半澤 由美（はんざわ ゆみ）声：皆口裕子／PC版：井上喜久子
美里の旧友で、両親や美里の父が死んだ事件以降行方不明になっていた。
守護獣は半魚人風のウール（海属性）。
★鏡 涼子（かがみ りょうこ）声：大谷育江／PC版：西村ちなみ
地の章で裕子達と衝突する小柄な女性。
短気かつサディスティックな性格だが後先考えずに無茶な策を弄する傾向があり、仁に戒められる事が度々ある。
但し本人は「仁とウマが合う」為に、仁の言う事は基本的に聞いている。
守護獣は道化師風で変身能力を持つ（とは言え姿だけで能力までは変わらない）ドナルド（天属性）。

## PS版開発スタッフ
- 企画／原案／監督
  - 島津司郎
- キャラクターデザイン
  - 蘭宮涼
  - 龍炎狼牙
- ゲームデザイン
  - 庄司裕
  - 後藤克也
- メインプログラム
  - 吉田龍也
- アシストプログラム
  - 太田原邦夫
  - 池田晃
- バトルプログラム
  - 仲田津宏
- イベント制作
  - 青氏
  - 大竹宗寿
- シナリオ
  - 菱沼美佳
- 守護獣デザイン
  - 外堀裕典
- グラフィック監修
  - 伊勢猫
- 2Dグラフィック
  - 木村晴美
  - 山口初美
  - 松本康之
  - 中村竜彦
  - 大森亨子
- 3Dグラフィック
  - 新村直之
  - あべただし
  - 村上和照
- バトル原動画
  - 踏分信司
  - 川口俊大
  - 鈴木美紀
- フレームデザイン
  - 野口琴代
- サウンドエフェクト
  - 須賀愛美
- プロモーション
  - 山下和子
  - 山田実穂
- 広報制作
  - 伊瀬飛鳥
- アニメーション制作
  - 有限会社 武遊
- 音響監督
  - 吉田知弘
- アニメーション制作管理
  - クーズ・クリエイション
- グラフィックデザイン
  - 渡辺高志
  - 安達大輔（クリエーターズユニオン）
- 音響制作
  - HALF H・P STUDIO
- エグゼクティブ・プロデューサー
  - 辻猛（AGUMIX）
  - 木村良郎（XING）

## 主題曲
オープニングテーマ「Little Angel」
作詞・作曲・編曲：伊藤健一 / 歌：西村ちなみ
エンディングテーマ「風の唄」
作詞・作曲・編曲：伊藤健一 / 歌：かないみか

## 関連書籍
- ガーディアンリコール 〜守護獣召喚〜 公式ガイドブック 発行：ケイブンシャ
- ガーディアンリコール パーフェクトガイド 1996年12月発売。発行：英知出版、ISBN 4-7542-5098-2
- ノベル ガーディアンリコール 〜守護獣召喚〜 1998年11月発売。発行：イーグルパブリシング、著：菱沼美佳、原画：蘭宮涼/龍炎狼牙、ISBN 4-924848-29-8